# ハライソス
ハライソス（古希: Ἅλαισος, Halaisos, 羅: Halaesus）、ラテン語でハラエスス、あるいはハレースス（羅: Halesus）は、ギリシア神話およびローマ神話の人物である。主に、
- ラピテース族の1人
- アガメムノーンの部下

が知られている。以下に説明する。

## ラピテース族の1人
このハライソスは、ラピテース族の1人である。マケドニアからペイリトオスとヒッポダメイアの結婚式に出席していたが、ケンタウロスのラトレウスに殺され、武具を奪われた。

## アガメムノーンの部下
このハライソスは、ミュケーナイの王アガメムノーンの部下である。アガメムノーンの庶子という説もある。アガメムノーンを殺したクリュタイムネーストラーとアイギストスから逃れたハライソスはイタリアのラティウム地方に渡り、自分の名前に由来する古代都市ファレリイを建設した。後にアイネイアースがイタリアにやって来たとき、トゥルヌスに味方して戦い、エウアンドロスの子パラスに討たれた。